# Fort de l'île Sainte-Hélène

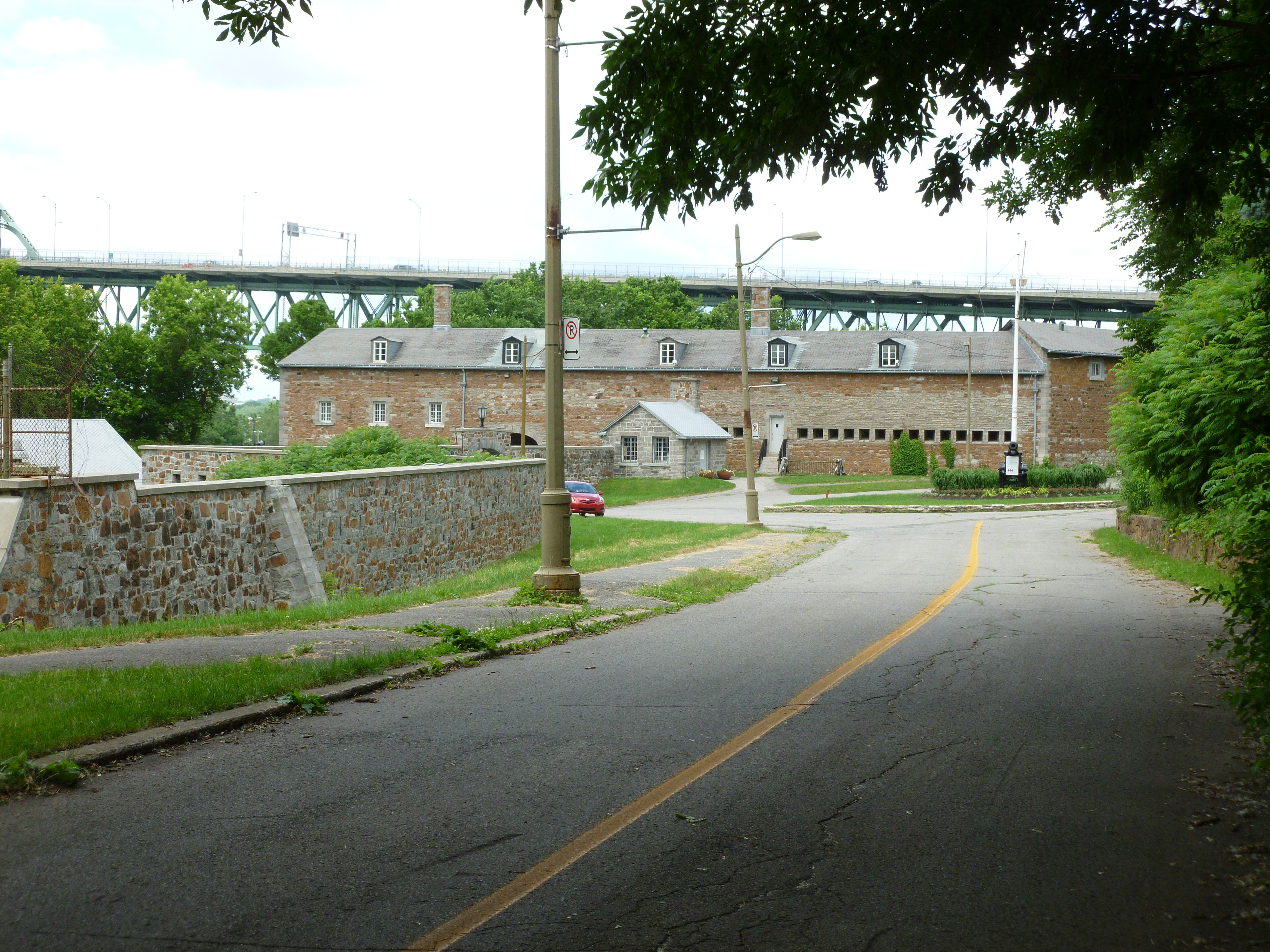
Le fort de l'île Sainte-Hélène.

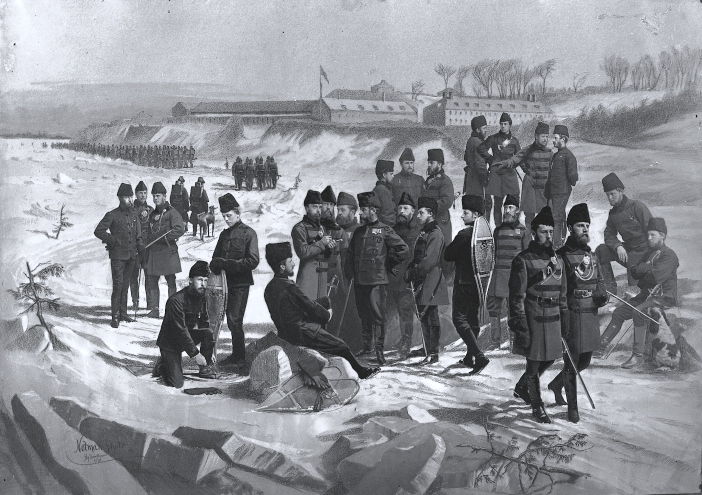
Officiers de la brigade de carabiniers, photographie composite, 1870.

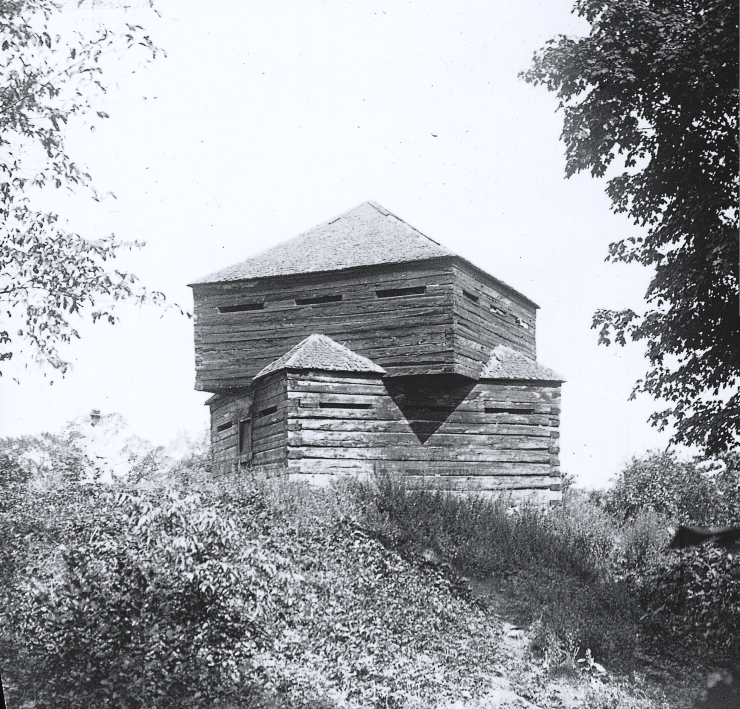
Blockhaus, vers 1895.

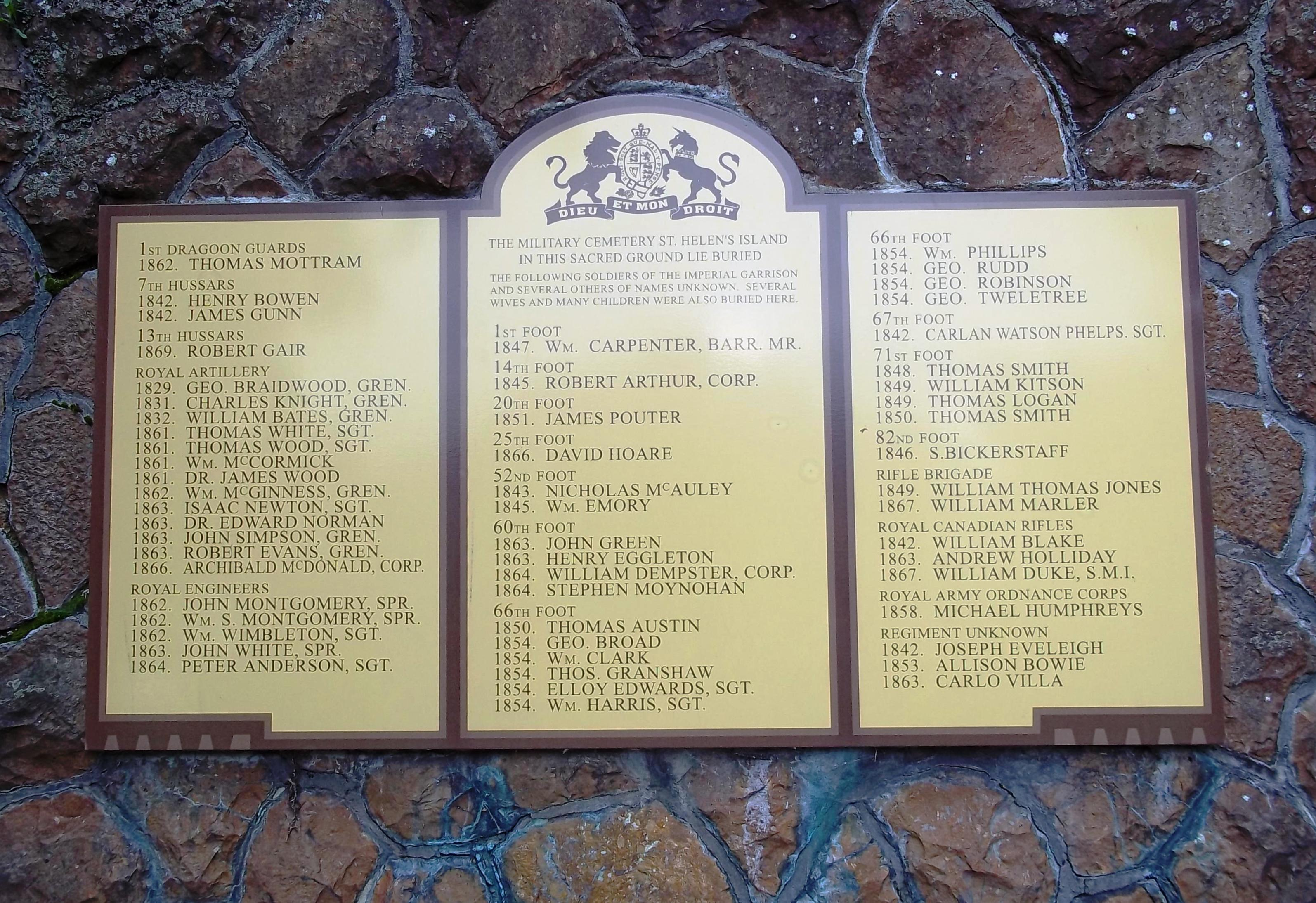
Cimetière militaire, noms des soldats enterrés.

Le  fort de l'île Sainte-Hélène est un site historique et militaire, un dépôt fortifié britannique construit de 1820 à 1824 dans le but de protéger le pays d'une éventuelle invasion de la part des États-Unis. Il est situé sur l'île Sainte-Hélène, à Montréal (Québec) et abrita, jusqu'au 16 février 2021, le musée Stewart.

## Histoire
C'est à la suite du conflit qui oppose les États-Unis à la Grande-Bretagne en Amérique du Nord entre 1812 et 1814 que les autorités britanniques décident de renforcer et de fortifier l'axe du fleuve Saint-Laurent entre Québec et les Grands Lacs,. Le plan du système de défense est l'idée du gouverneur de l'Amérique du Nord britannique en 1818, le duc de Richmond qui désire mettre en place les infrastructures militaires permettant de mieux protéger les liens de communications entre le Haut-Canada et le Bas-Canada.

## Chronologie
- 1818 : L'île Sainte-Hélène est acquise par le gouvernement de Sa Majesté afin de réaliser le projet conçu par le 1er duc de Wellington (Arthur Wellesley), grand maître de l'artillerie britannique lors des guerres napoléoniennes[3],[4].
- 1820-1824 : Les travaux de construction sont confiés au lieutenant-colonel E. W. Durnford. Le surintendant des travaux, Daniel Rofs, doit faire transporter tous les matériaux sur l'île, à l'exception de la pierre de maçonnerie récupérée des excavations. Pour des raisons de stratégie militaire, on interdit même la coupe du bois sur l'île.
- 1832-1834 : Le dépôt fortifié britannique de l'île Sainte-Hélène se transforme en hôpital lors de l'épidémie de choléra qui décime environ 3 000 personnes au Québec.
- 1848 : L'arsenal est converti en prison militaire. La même année, un incendie dévaste le bâtiment. Seule l'aile sud est épargnée. La quarantaine de prisonniers présent est évacuée et relocalisée.
- 1870 : Les troupes britanniques quittent définitivement les casernes et l'Angleterre cède l'île au gouvernement canadien.
- 1874 : Pour la première fois, le public est autorisé à accéder partiellement à l'île. La ville de Montréal a obtenu la permission d'y aménager un parc. Une zone militaire est réservée autour du dépôt fortifié britannique de l'île Sainte-Hélène.
- 1875 : Un incendie détruit une grande partie des casernes. Seul l'entresol voûté y échappe.
- 1914-1918 : L'arsenal sert à nouveau de dépôt de munitions durant la Grande Guerre.